# داميان كويل
داميان كويل (بالإنجليزية: Damian Cowell)‏ هو مغني أسترالي، ولد في عقد 1960.

## وصلات خارجية
- داميان كويل على موقع ميوزك برينز (الإنجليزية)
- داميان كويل على موقع ديسكوغز (الإنجليزية)